# スーザン・デンバーグ
スーザン・デンバーグ、スーザン・デンベルク（Susan Denberg, 本名: ディートリンデ・ツェヒナー　(Dietlinde Zechner), 1944年8月2日 - ）は、オーストリアのモデル・女優。彼女はアメリカ合衆国の男性向雑誌『PLAYBOY』誌1966年8月号のプレイメイトである。彼女の中央見開き折込ページ（センターフォールド）は、ピーター・ガウランドによって撮影された。彼女はまた、ティッシュ・ハワード、最終的な勝者リサ・ベイカーと共に1967年のプレイメイト・オブ・ザ・イヤー最終選考に残った一人だった。

## 来歴

### 生い立ち
ドイツ国ポンメルン、バート・ポルツィン（現在のポーランド、西ポモージェ県ポウチン＝ズドルイ）で生まれ、クラーゲンフルト (オーストリア) で育った。しばらく彼女はロンドンとラスベガス (ネバダ州) のコーラスガールとして働いた。デンバーグは1960年代中頃にスターを夢見てロサンゼルスに移った。

### 職歴
デンバーグの最も有名な出演作は、映画『フランケンシュタイン 死美人の復讐(Frankenstein Created Woman)』であるが、彼女のオーストリア訛りは、かなり強いと看做されていたため、声は吹き替えられた。この出演が、彼女の映画での最後の演技となった。PLAYBOY誌とフランケンシュタイン映画の仕事を除けば、彼女はテレビシリーズ『宇宙大作戦』のエピソード「恐怖のビーナス」でハリー・マッドが引き連れていた、3人の美女の一人マグダ役が最も有名である。
彼女が映画『殺しの逢びき (An American Dream) 』に取り組んでいた時、ワーナー・ブラザースは賞金500ドルでスーザンの新しい芸名を募るコンテストを催した。参加作品の全ては拒絶された。
彼女の女優としてのキャリアは短命だった。長年にわたって、スーザンが1967年に薬物の過剰投与で死んだ、あるいはLSD中毒により精神を病んだという噂が、数多く流れた。彼女は健在であり、本名のDietlinde Zechnerでクラーゲンフルト (オーストリア) に住んでいる。（2008年現在）

## 映画・テレビの出演作
- フランケンシュタイン 死美人の復讐 (1967年) … Christina
- 宇宙大作戦 - "恐怖のビーナス" (1966年) … Magda Kovacs
- 殺しの逢びき (1966年) … Ruta
- Twelve O'Clock High - "Back to the Drawing Board" (1966年) … German Girl